# Carl Lindström Company

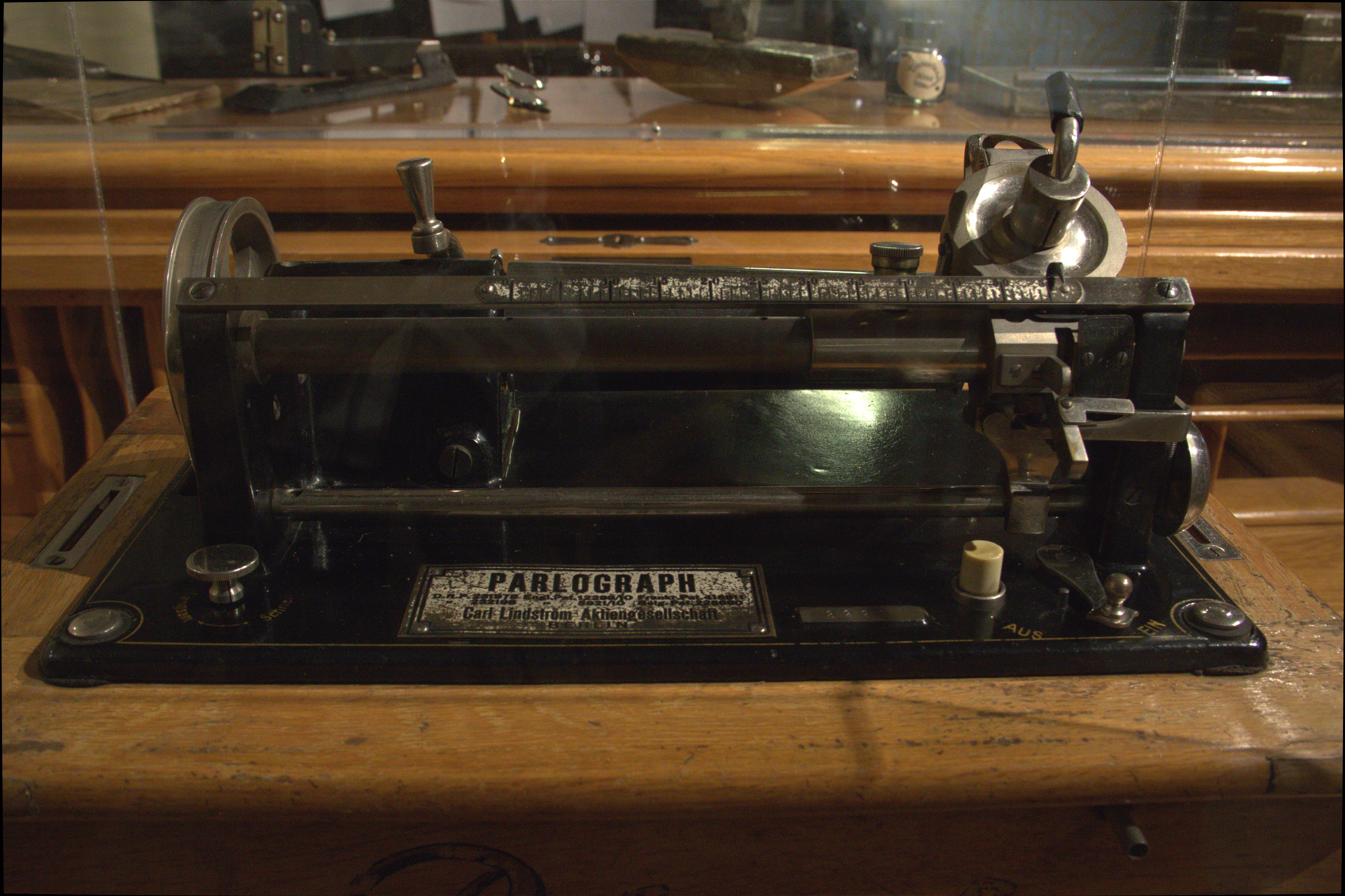
Parlograph, Carl Lindström AG, Berlin, 1910

Carl Lindström A.G. fue una compañía discográfica mundial fundada en 1893 con sede en Berlín, Alemania. Creada por Carl Lindström (1869-1932), un inventor sueco, mientras vivía en Berlín, que originalmente produjo fonógrafos o gramófonos bajo las marcas "Parlograph" y "Parlophon", y, posteriormente, comenzó a realizar grabaciones. Se convirtió en la poseedora de Odeon Records, Parlophone Records (originalmente "Parlophon"), Beka Records y Okeh Records. Lindström vendió la compañía a Max Straus, uno de los fundadores de Odeon Records, pero Lindström se quedó en la compañía como ingeniero e inventor.
La Primera Guerra Mundial hizo que la empresa tuviera que recortar sus posesiones, cerrando la rama de Odeon Records en el Reino Unido cuando estalló la Gran Guerra. La Okeh Records sobrevivió sin problemas en los Estados Unidos porque su presidente, Otto Heinemann, era un ciudadano estadounidense. Durante la contienda, la Transoceanic Trading Company (compañía transoceánica de comercio) se estableció en los Países Bajos para cuidar de sus activos en el extranjero. Lindström regresó al Reino Unido en 1923, estableciendo una sucursal británica de Parlophone. La marca "₤" de Parlophone no es el signo de la libra británica, sino la L alemana de Lindström. Parlophone fue el sello de los lanzamientos de The Beatles en el Reino Unido.
La introducción de la grabación eléctrica con micrófonos y consolas de mezcla puso a Lindström en desventaja, lo que le llevó a vender la empresa en 1926 a Columbia Gramophone Company, que tenía derechos sobre la tecnología de grabación eléctrica. En 1931, Columbia Graphophone se fusionó con la Gramophone Company para formar EMI, con los sellos, reteniendo así sus identidades. La unidad alemana de EMI en 1931 se llamaba originalmente "Lindström-Electrola" tras la fusión. Okeh se convirtió en parte de las operaciones estadounidenses de Columbia Records. Parlophone se convirtió en una potencia importante en la cartera de sellos de EMI gracias a la firma de la compañía en 1962 con The Beatles. Como condición de la adquisición de EMI por parte de Universal Music Group en 2012, los reguladores europeos obligaron a EMI a prescindir de algunos activos en la compañía independiente Parlophone Music Group, que fue adquirida por Warner Music Group en 2013.